# Steinberg (Bad Driburg)
Der Steinberg ist ein 293 Meter hoher Berg in der ostwestfälischen Kleinstadt Bad Driburg und ist Teil des Eggegebirges.

## Lage
Der Berg befindet sich im Osten der Kernstadt, ca. einen Kilometer vom Stadtzentrum entfernt. Der westliche Hang ist größtenteils mit Wohngebieten überzogen, der östliche ist durch Felder eher landwirtschaftlich geprägt. Am Fuß des Berges liegt u. a. der Bad Driburger Bahnhof.

## Sehenswürdigkeiten
Das Buddenberg-Arboretum ist auf der oberen Hälfte des Berges angesiedelt, welches zu den Naherholungsgebieten der Stadt gehört. Außerdem befinden sich mehrere Hügelgräber aus der Bronzezeit in unmittelbarer Nähe zum Gipfel.